# Luiza Pesjak
Luiza Pesjak, nata Aloysia Josepha Willhelmina Crobath (Lubiana, 12 giugno 1828 – Lubiana, 31 marzo 1898), è stata una scrittrice, poetessa e traduttrice slovena.
È stata la prima donna a scrivere un romanzo in lingua slovena.

## Biografia
Luiza Pesjak, figlia dell'avvocato Blaž Crobath (1797–1848) e Josepha, nata Brugnak (1804–1855), ha studiato presso l'Istituto Fröhlich con diversi insegnanti tra cui France Prešeren. Conobbe Josip Stritar, Simon Gregorčič e Fran Levstik con i quali scambiò una corrispondenza e trascorse molto tempo nella lettura, andando a teatro e all'opera, oltre a viaggiare e ad avere un'intensa vita sociale.
Pesjak sposò l'imprenditore Simon Pesjak il 3 ottobre 1848 dal quale ebbe cinque figlie: Helena, Alojzija, Marija, Ida ed Ema.
Sebbene la famiglia parlasse tedesco e francese, le figlie ottennero un insegnante sloveno dopo che nel 1860 furono introdotte nella costituzione dell'impero austriaco le libertà civili e politiche. 
Negli ultimi anni la sua stabilità finanziaria diminuì e Pesjak visse con mezzi limitati e quasi dimenticata. Nel 1897 ebbe un ictus mentre si trovava a Podbrezje. Morì nel marzo dell'anno successivo.

## Carriera
Con l'introduzione delle libertà civili e politiche, Pesjak imparò lo sloveno e iniziò a scrivere in questa lingua. Iniziò a promuovere l'apprendimento della lingua slovena e a tradurre diverse poesie, in particolare dal tedesco, inglese, italiano, ceco e francese. I suoi scritti vennero pubblicati in numerose riviste.
Pesjak fu una dei primi romanzieri sloveni, scrisse la storia Beatin dnevnik (Il diario di Beata) nel 1887 e scrisse poesie, opere teatrali e il libretto d'opera per Gorenjski slavček. Pesjak incluse sempre un forte messaggio patriottico nelle sue opere. Le sue opere vennero pubblicate sia in Slovenia che in Germania, soprattutto i suoi primi lavori visto che vennero scritte in tedesco dato che a quel tempo non conosceva ancora la lingua slovena.

## Riconoscimenti
A lei è stata intitolata una strada di Lubiana, la Luize Pesjakove ulica (via Luiza Pesjak), ed è stata raffigurata su un francobollo dell'ex Jugoslavia. Il suo ritratto si trova nella Galleria nazionale della Slovenia dove è uno dei quadri più popolari.